# Aimée Lallement

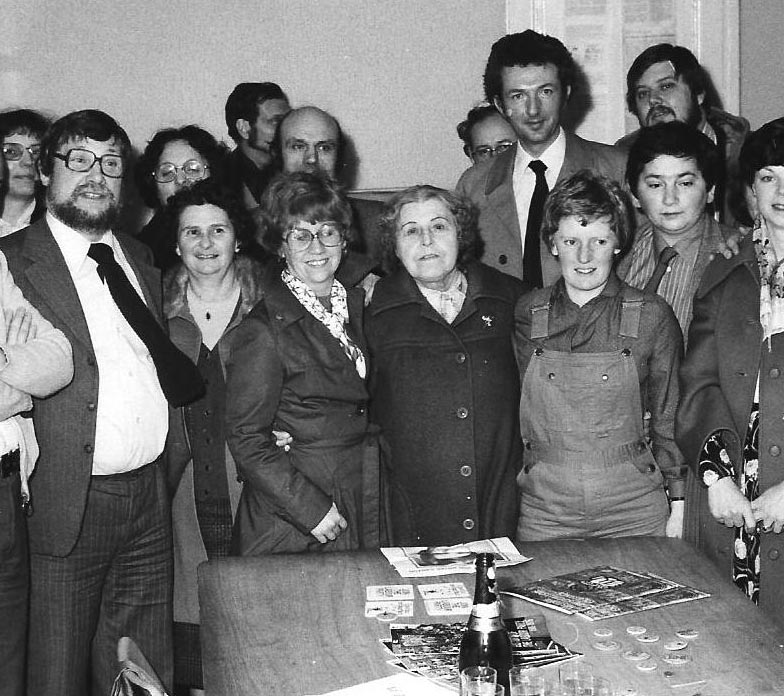
Militants socialistes a Reims amb Aimée Lallement (al centre)

Aimée-Marie Éléonore Lallement (Givet, 16 d'agost de 1898 - Reims, 11 de setembre de 1988) va ser militant associativa i socialista, lliurepensadora i feminista. A més, va ser campiona del món d'atletisme en les proves de 110 m llisos i de llançament de javelina.

## Joventut
Aimée-Marie néixer a Givet el 16 d'agost de 1898 en una família de professors. La guerra de 1914-1918 els obliga a abandonar Ardennes i es refugiaren a Versailles, on Aimée va poder seguir els seus estudis.
 Des de molt jove, milità per la igualtat de les dones, inspirant-se en el model de Finlàndia, Noruega i Dinamarca, on s'havia obtingut el Dret de vot de les dones el 1906. També s'implicà en el fet que en els Jocs Olímpics no permetien la participació de les dones. En aquest sentit, l'any 1924 organitzà a París amb altres dones, uns Jocs Olímpics paral·lels, en els quals destacà com a campiona del món en la cursa de 110 m i de llançament de javelina. Va ser membre del partit socialista a França, en l'època de Léon Blum.

## Segona Guerra mundial
Mentre vivia a Reims, va conèixer la família jueva Przedborz els quals van ser deportats a Auschwitz., excepte el fill que va aconseguir escapolir-se per les teulades i va anar a amagar-se a una llar de noies, de la qual ella n'era la directora, i per fer-lo passar desapercebut el van disfressar de noia fins al final de la guerra i per aquest motiu va rebre el títol de Justos entre les nacions per haver salvat la vida d'aquest noi durant a Segona Guerra Mundial.

## Militància
Va ser una militant reconeguda tant a nivell nacional com local. Va tenir un càrrec al despatx nacional del Partit socialista com a responsable de les dones .També va implicar-se en la Societat théosophique d'Annie Besant.
Aimée-Marie es va implicar com a presidenta dels Drets Humans, en el Comitè departamental d'acció laica. Va crear l'Associaction Familiale Laïque,tot impulsant el Lliurepensament. El seu activisme no es va acabar aquí sinó que també es va presentar a les eleccions municipals el 1971. Tota aquesta activitat militant i intel·lectual no va impedir una pràctica esportiva regular, en la qual destaca finalmentn la natació.
Aimée- Marie va morir l'11 de setembre de 1988 i les seves cendres estan al Cementiri de l'Est, de Reims.